# Pleuromamma abdominalis
Pleuromamma abdominalis är en kräftdjursart som först beskrevs av Lubbock 1856.  Pleuromamma abdominalis ingår i släktet Pleuromamma och familjen Metridinidae. Arten har ej påträffats i Sverige. Inga underarter finns listade i Catalogue of Life.